# Ліхобонг
Ліхобонг (англ. Liqhobong) — одна з місцевих громад, що розташована в районі Бута-Буте, Лесото. Населення місцевої ради у 2006 році становило 5 524 особи.